# Talczyn-Kolonia
Talczyn-Kolonia – wieś w Polsce położona w województwie lubelskim, w powiecie lubartowskim, w gminie Kock.
| SIMC    | Nazwa  | Rodzaj    |
| ------- | ------ | --------- |
| 0383389 | Tereba | część wsi |

Wieś stanowi sołectwo gminy Kock.
W latach 1975–1998 miejscowość administracyjnie należała do województwa lubelskiego.